# VCAM1
VCAM1または血管細胞接着分子1（けっかんさいぼうせっちゃくぶんし1、英: vascular cell adhesion molecule 1）は、ヒトではVCAM1遺伝子によってコードされるタンパク質である。CD106（cluster of differentiation 106）としても知られる。VCAM1は細胞接着分子として機能する。

## 構造
VCAM1には6つまたは7つの免疫グロブリンドメインが存在し、大小の血管において血管内皮細胞がサイトカインによって刺激された後にのみ発現する。ヒトでは選択的スプライシングを受け、2つの異なるアイソフォームをコードするRNA転写産物が生じることが知られている。VCAM1は細胞表面のシアロ糖タンパク質であり、免疫グロブリンスーパーファミリーに属するI型膜貫通タンパク質である。

## 機能
VCAM1はリンパ球、単球、好酸球、好塩基球の血管内皮への接着を媒介する。白血球-内皮細胞間のシグナル伝達にも機能し、アテローム性動脈硬化や関節リウマチの発症にも関与している可能性がある。
サイトカインによる内皮細胞でのVCAM1のアップレギュレーションは、遺伝子の転写の増加（TNF-α、IL-1などへの応答）とmRNAの安定化（IL-4などへの応答）によって行われる。VCAM1遺伝子のプロモーター領域には機能的なNF-κB結合部位がタンデムに存在している。VCAM1の発現は24時間以上維持される。
VCAM1タンパク質は、インテグリンβ1サブファミリーのVLA-4（インテグリンα4β1）に対する内皮細胞のリガンドである。VCAM1の発現は平滑筋細胞など他の細胞種でも観察される。エズリンやモエシンと相互作用することも示されている。
VCAM1は間葉系幹細胞の一部の細胞表面にも存在している。

## 薬理学
ある種の悪性黒色腫の細胞は血管内皮に接着するためにVCAM1を利用する。VCAM1はアテローム性動脈硬化部位への単球のリクルートに関与している可能性があり、また炎症を起こした脳でも高度に発現している。これらの理由により、VCAM1は薬剤標的としての可能性がある。

## 関連文献
- “Targeting leukocyte integrins in human diseases”. J. Leukoc. Biol. 77 (2):  129–40. (2005). doi:10.1189/jlb.0804460. PMID 15548573.
- “The role of vascular cell adhesion molecule-1 in tumor immune evasion”. Cancer Res. 67 (13):  6003–6. (2007). doi:10.1158/0008-5472.CAN-07-1543. PMC 3179385. PMID 17616653.